# Megarctosa naccai
Megarctosa naccai är en spindelart som beskrevs av Lodovico di Caporiacco 1948. Megarctosa naccai ingår i släktet Megarctosa och familjen vargspindlar.
Artens utbredningsområde är Grekland. Inga underarter finns listade i Catalogue of Life.